# Red Bull MotoGP Rookies Cup
La Red Bull MotoGP Rookies Cup est un championnat de vitesse moto sponsorisé par la marque de boissons énergisante Red Bull et organisé par Dorna Sports.
Les pilotes doivent n'avoir aucune expérience en Grand Prix moto. Ils utilisent tous la même moto : une KTM de 125 cm3 jusqu'en 2013, puis une 250 cm3 depuis lors.
Cette coupe est créée en 2007 en tant que pépinière de nouveaux talents, et depuis un certain nombre des recrues ont progressé à travers les catégories du MotoGP. Cela inclut Johann Zarco (deux fois champion du monde Moto2 en 2015 et 2016), Danny Kent (champion du monde Moto3 en 2015).

## Attribution des points
Les points sont donnés au 15 premiers pilotes à chaque manche. Le pilote doit finir la course pour valider ses points.
| Position | 1er | 2e | 3e | 4e | 5e | 6e | 7e | 8e | 9e | 10e | 11e | 12e | 13e | 14e | 15e |
| -------- | --- | -- | -- | -- | -- | -- | -- | -- | -- | --- | --- | --- | --- | --- | --- |
| Points   | 25  | 20 | 16 | 13 | 11 | 10 | 9  | 8  | 7  | 6   | 5   | 4   | 3   | 2   | 1   |

- Les points les plus bas obtenus dans une manche sont décomptés. (seulement en 2007 et 2008)

## Spécificité moto
| Détails techniques | Détails techniques                                  | Détails techniques                                  |
| ------------------ | --------------------------------------------------- | --------------------------------------------------- |
| Alésage × course   | 54 × 54,5 mm                                        | 54 × 54,5 mm                                        |
| Cylindrée          | 250 cm3                                             | 250 cm3                                             |
| Puissance maxi     | 45 chevaux à 13 000 tours par minute                | 45 chevaux à 13 000 tours par minute                |
| Carburateur        | Keihin 38 mm                                        | Keihin 38 mm                                        |
| Capacité réservoir | 13 litres                                           | 13 litres                                           |
| Transmission       | 6 vitesses                                          | 6 vitesses                                          |
| Cadre              | Cadre double longeron aluminium                     | Cadre double longeron aluminium                     |
| Dimensions         | 430 mm largeur × 730 mm hauteur                     | 430 mm largeur × 730 mm hauteur                     |
| Empattement        | 1 215 mm                                            | 1 215 mm                                            |
| Poids              | 136 kg, (y compris le pilote)                       | 136 kg, (y compris le pilote)                       |
| Suspension         | Avant                                               | Arrière                                             |
| Suspension         | WP Suspension 'GP Standard'                         | WP Suspension 'GP Standard'                         |
| Pneumatique        | Avant                                               | Arrière                                             |
| Pneumatique        | Marchesini 2,5 × 17 in                              | Marchesini 3,5 × 17 in                              |
| Freins             | Avant                                               | Arrière                                             |
| Freins             | Disque acier Brembo 290 mm, étrier Brembo 4 pistons | Disque acier Brembo 195 mm, étrier Brembo 2 pistons |

## Champions
| Saison | Pilote              | Notes |
| ------ | ------------------- | --- |
| 2007   | Johann Zarco        | 159 points, 57 points de plus par rapport au second Lorenzo Savadori. |
| 2008   | J.D. Beach          | 149 points, 4 points de plus par rapport au second Luis Salom qui est allé la saison suivante courir en Moto GP catégorie 125 cm3. |
| 2009   | Jakub Kornfeil      | 132 points, 2 points de plus par rapport au second Sturla Fagerhaug. Tous les deux sont allés la saison suivante courir en Moto GP catégorie 125 cm3. |
| 2010   | Jacob Gagne         | 180 points, 16 points de plus par rapport au second Danny Kent. L'année suivante, Jacob Gagne intègre le championnat du monde en catégorie Moto2 et Danny Kent en catégorie 125 cm3.                                                                                     |
| 2011   | Lorenzo Baldassarri | 208 points, 9 points de plus par rapport au second Arthur Sissis qui est allé la saison suivante courir dans le championnat Moto3. |
| 2012   | Florian Alt         | 233 points, 56 points de plus par rapport au second Scott Deroue. L'année suivante, Florian Alt intègre le championnat du monde en catégorie Moto3. |
| 2013   | Karel Hanika        | 235 points, 72 points de plus par rapport au second Jorge Martín. L'année suivante, Karel Hanika intègre le championnat du monde en catégorie Moto3. |
| 2014   | Jorge Martín        | 254 points, 57 points de plus par rapport au second Joan Mir. L'année suivante, Jorge Martín intègre le championnat du monde en catégorie Moto3. |
| 2015   | Bo Bendsneyder      | 243 points, 49 points de plus par rapport au second Fabio Di Giannantonio. Tous les deux sont allés la saison suivante courir en Moto GP catégorie Moto3. |
| 2016   | Ayumu Sasaki        | 250 points, 49 points de plus par rapport au second Aleix Viu. L'année suivante, Ayumu Sasaki intègre le championnat du monde en catégorie Moto3. |
| 2017   | Kazuki Masaki       | 194 points, 11 points de plus par rapport au second Aleix Viu. L'année suivante, Kazuki Masaki intègre le championnat du monde en catégorie Moto3. Il le quittera après deux saisons, faute de résultats.                                                                |
| 2018   | Can Öncü            | 235 points, 43 points de plus par rapport à son petit frère Deniz Öncü, second. Il effectue une wild card à Valence en 2018, qu'il remporte. L'année suivante, Can Öncü intègre le championnat du monde en catégorie Moto3, qu'il quittera à la fin de la saison.        |
| 2019   | Carlos Tatay        | 194 points, 32 points de plus par rapport au second Pedro Acosta. L'année suivante, Carlos Tatay intègre le championnat du monde en catégorie Moto3. |
| 2020   | Pedro Acosta        | 214 points, 64 points de plus par rapport au second Ivan Ortola. L'année suivante, Pedro Acosta intègre le championnat du monde en catégorie Moto3, et remporte le titre.                                                                                                |
| 2021   | David Alonso        | 248 points, 37 points de plus par rapport au second David Muñoz. L'année suivante, trop jeune pour rejoindre le championnat Moto3 avec les nouvelles réglementations sur l'âge minimal des participants, David Alonso intègre le Championnat d'Espagne de vitesse Moto3. |
| 2022   | José Antonio Rueda  | 224 points, 14 points de plus par rapport au second Collin Veijer. L'année suivante, José Antonio Rueda intègre le championnat du monde en catégorie Moto3. |
| 2023   | Ángel Piqueras      | 318 points, 115 points de plus par rapport au second Álvaro Carpe. |
| 2024   | Álvaro Carpe        | 232 points, 2 points de plus par rapport au second Brian Uriarte. À la suite de cette victoire, Álvaro Carpe rejoint le championnat du monde en catégorie Moto3 avec Red Bull KTM Ajo.                                                                                   |